# Кануна
◌̇ (ܩܵܢܘܿܢܵܐ, кануна) — диакритический знак в сирийском письме.

## Использование
Как правило, имеет грамматическое значение:
- обозначает местоименный суффикс женского рода третьего лица единственного числа ‎ܗ̇‎ āh, в противопоставление местоименному суффиксу мужского рода третьего лица единственного числа ‎ܗ‎ eh[1].
- используется в местоимении ‎ܡ̇ܢ‎, кто в противопоставление предлогу ‎ܡ̣ܢ‎ из[2][3]

Знак использовался до изобретения сирийских огласовок и различал слова, которые отличались только гласными, но он продолжал использоваться в том же значении и после введения огласовок.

## Кодировка
В качестве отдельного символа в стандарт Юникод не включён, для его представления рекомендуется использовать точку сверху (◌̇).